# Дневники Рейгана
«Дневники́ Ре́йгана» (англ. The Reagan Diaries) — книга, представляющая собой опубликованный вариант дневников 40-го президента США Рональда Рейгана, написанных во время службы в Белом доме. Вышла под редакцией Дугласа Бринкли. Заняла 1-е место в списке бестселлеров по версии газеты «The New York Times».

## Дневники Рейгана
На протяжении восьми лет президентства, Рональд Рейган, считающийся одним из наименее интроспективных лидеров, вёл ежедневные записи в своём дневнике. Он был одним из пяти американских президентов, которые, будучи в этой должности, последовательно вели дневники, а также единственным, кто делал это каждый день (даже, например, когда лежал в больнице, восстанавливаясь после покушения на его убийство).
Дневники, насчитывающие пять объёмных томов в кожаном переплёте каштанового цвета, хранятся в Белом доме.
В 2005 году бывшая первая леди США Нэнси Рейган предоставила дневники своего покойного супруга для расшифровки, а в 2007 году издательство «HarperCollins» в сотрудничестве с Библиотечным фондом Рейгана выпустило книгу.